# Damian Dobosz
Damian Dobosz (ur. 10 listopada 1992 w Jastrzębiu-Zdroju) – polski siatkarz, grający na pozycji przyjmującego. Od 2020/2021 jest zawodnikiem KPS-u Siedlce.

## Sukcesy klubowe
Puchar Polski:
- 2010

PlusLiga:
- 2010

I liga:
- 2018